# Naturens Hus
För andra betydelser, se Naturens hus (olika betydelser).

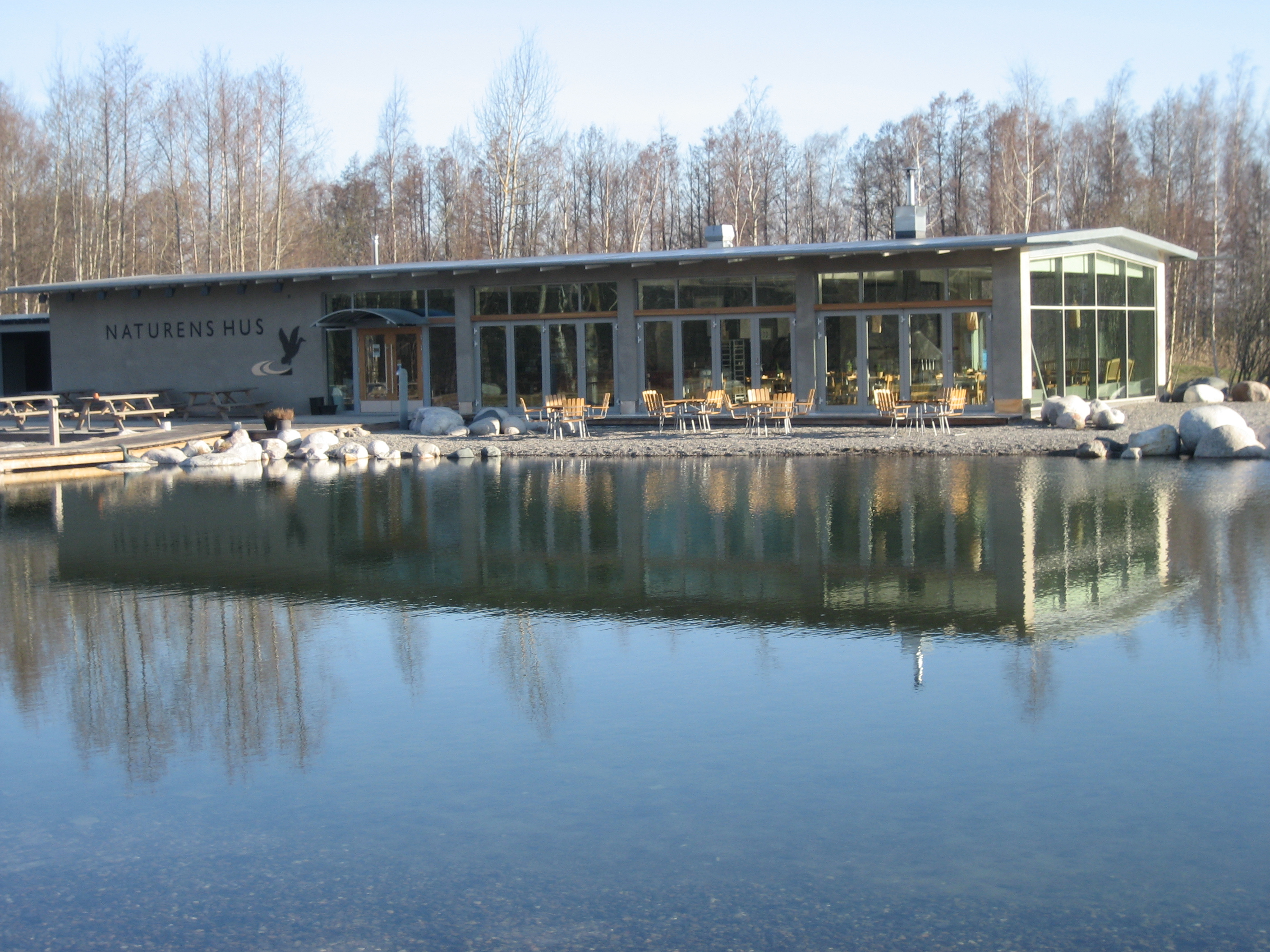
Naturens Hus med vattenspegeln i förgrunden.

Naturens Hus är en restaurang och café med konferenser i naturreservatet Rynningeviken mellan Svartån och Hjälmaren i Örebro. Huset ligger i den del av reservatet som kallas Vattenparken.
Byggnaden uppfördes 2006 och ritades av arkitekt Håkan Bjurström från Clarus Arkitekter. Den ingår i projektet Å-staden som drivs av Örebro kommun och som verkar för att förbättra natur och rekreationsmöjligheter i området kring Svartån.
Verksamheten innefattar restaurang, café, utställningslokaler och naturskola, inrymt i en stenbyggnad med stora fönsterytor som öppnar sig mot en konstgjord vattenspegel.